# Vieri Razzini
Vieri Razzini (Firenze, 3 luglio 1940 – Roma, 7 luglio 2022) è stato un critico cinematografico, giornalista, scrittore, sceneggiatore, soggettista, traduttore, produttore cinematografico e autore televisivo italiano.
È considerato uno dei principali divulgatori del cinema in televisione.

## Biografia
Si è occupato a lungo di programmazione nel settore cinema per Raitre.
Con il socio e marito Cesare Petrillo ha fondato nel 2000 la casa di distribuzione cinematografica Teodora Film, che ha portato nelle sale italiane numerose pellicole indipendenti, nazionali ed internazionali (alcune anche co-prodotte dalla società) come Città nuda, Irina Palm, Amour, Tomboy, Ricky - Una storia d'amore e libertà, In un mondo migliore, nonché riedizioni di classici come Vogliamo vivere!.
Per la Flamingo Video ha curato la collana Il piacere del cinema, grandi film scelti da Vieri Razzini, una serie di DVD che hanno riproposto con uscite mensili classici della storia del cinema.
Ha tradotto, tra gli altri, Lo strano caso del dottor Jekyll e del signor Hyde per Newton Compton Editori. Ha pubblicato quattro romanzi, e da uno di questi (Terapia mortale) è stato tratto il film Sette note in nero. È apparso anche come attore nel film La riffa.
È morto a Roma a seguito di un infarto.

## Filmografia

### Produttore
- Il cuore criminale delle donne (As Três Marias), regia di Aluizio Abranches (2002)
- La niña santa, regia di Lucrecia Martel (2004)
- La mujer sin cabeza, regia di Lucrecia Martel (2008)
- Ricky - Una storia d'amore e libertà (Ricky), regia di François Ozon (2009)
- Love Is All You Need (Den skaldede frisør), regia di Susanne Bier (2012)

### Sceneggiature e soggetti
- Una spia del regime, regia di Alberto Negrin - serie TV (1976)
- Sette note in nero, regia di Lucio Fulci (1977)
- Morte a passo di valzer, regia di Giovanni Fago - serie TV (1979)

### Attore
- La riffa, regia di Francesco Laudadio (1991)

## Opere di narrativa
- Terapia mortale, Milano, Fratelli Fabbri Editori, 1972
- Giro di voci, Milano, Feltrinelli Editore, 1986. ISBN 88-07-04009-3.
- La ricchezza di Perdido, Roma, Edizioni E/O, 1993. ISBN 88-76-41275-1.
- Il dono dell'amante, Milano, Dalai editore, 2003. ISBN 88-84-90362-9.